# Piano piano, sulla testa del grande animale
Piano piano, sulla testa del grande animale è un racconto popolare Dahomey, quindi geograficamente proveniente dall'attuale Benin.
Il racconto appartiene al genere delle storie narrate per intrattenere e divertire, che non escludono un tocco finale a sfondo morale.

## Trama
I protagonisti sono due famigliole, una formata da gatti e l'altra da leopardi. Mamma leopardessa e mamma gatta, ai primordi del mondo, erano molto amiche. La trama della storia è imperniata sulla esigenza della leopardessa di far accudire, durante la sua assenza, i suoi piccoli da un gattino. Ma dietro a questa scusa si nasconde il vero intento della leopardessa, che è quello di mangiare il micio, che si dimostra molto più scaltro di essa e riuscirà nell'intento di farle mangiare, grazie ad una serie di atti astuti e ingannevoli, il proprio cucciolo di leopardo. Inoltre l'abile famigliola di gatti mette alle corde la leopardessa persino quando quest'ultima cercherà di vendicarsi. 

Il racconto termina con la spiegazione del cambiamento comportamentale del leopardo, che mentre un tempo si voltava di fianco non appena vedeva un uomo, adesso preferisce affrontarlo faccia a faccia.